# Helius sigillatus
Helius sigillatus är en tvåvingeart som beskrevs av Alexander 1964. Helius sigillatus ingår i släktet Helius och familjen småharkrankar.
Artens utbredningsområde är Nepal. Inga underarter finns listade i Catalogue of Life.